# Айдемиров, Арслан Айдемирович
Арслан Айдемирович Айдемиров (1 августа 1977, Махачкала, Дагестанская АССР, СССР) — российский футболист, полузащитник. Сыграл за клуб «Волочанин-Ратмир» Вышний Волочёк 300 матчей во втором дивизионе.

## Биография
Профессиональную карьеру начинал в 1997 году клубе второго дивизиона «Динамо» Махачкала. Далее перешёл в «Волочанин-Ратмир» Вышний Волочёк, за который провёл восемь сезонов за исключением полугодичной аренды на второй круг сезона 2005 года в команду дивизионом выше петербургский «Петротрест», однако сохранить с ней прописку в первом дивизионе не смог. В 2008 году перешёл во владимирское «Торпедо», в том сезоне Айдемиров лишь один раз отличился в 35 матчах и транзитом через любительский «Леки» из Магарамкента и каспийский «Дагдизель» вернулся в «Волочанин-Ратмир», летом 2011 года перебрался в тверскую «Волгу», 15 мая 2012 года на 54-й минуте домашнего матча против костромского «Динамо» забил свой последний гол за профессиональную карьеру.